# Goed Geld Gala
Het Goed Geld Gala van de Nationale Postcode Loterij is sinds 2008 een jaarlijks fondsenverdelingsgala. Tijdens dit evenement ontvangen goededoelenorganisaties hun vaste, vrij te besteden bijdrage. Ook wordt er bekend gemaakt wat de opbrengst is geweest van het jaar ervoor. Een gebruikelijk goed is het uitnodigen van nationale en internationale gasten om te komen spreken over het belang van de goede doelen.

## Jaargangen en speciale gasten
- In 2008 was Jan Peter Balkenende te gast als spreker. 244 miljoen euro werd verdeelt onder 66 goededoelen.[2]
- In 2011 was Prinses Maxima ere gast.[3]
- In 2013 en 2017 sprak Bill Clinton tijdens het gala.[4]
- In 2014 was Denis Mukwege eregast.[5]
- In 2016 kwam George Clooney naar Nederland voor het gala.
- In 2018 was Leonardo DiCaprio eregast.
- In 2019 sprak Sigrid Kaag en was Gordon Brown te gast. 370,6 miljoen euro werd verdeeld aan 117 goede doelen.[6]